# .ye
.ye為也門國家及地區頂級域（ccTLD）的域名。此外还拥有阿拉伯语顶级域名‎。

## 二级域名
.ye有8个二级域名：
- .com.ye：适用于商业实体
- .co.ye：适用于公司
- .ltd.ye：适用于有限公司
- .me.ye：适用于个人
- .net.ye：适用于提供互联网络服务的机构
- .org.ye：适用于非营利性组织
- .plc.ye：适用于上市公司
- .gov.ye：适用于政府和政府系统

## 外部連結
- IANA .ye whois information（页面存档备份，存于）
- .ye domain registration website